# Rio Ugrá

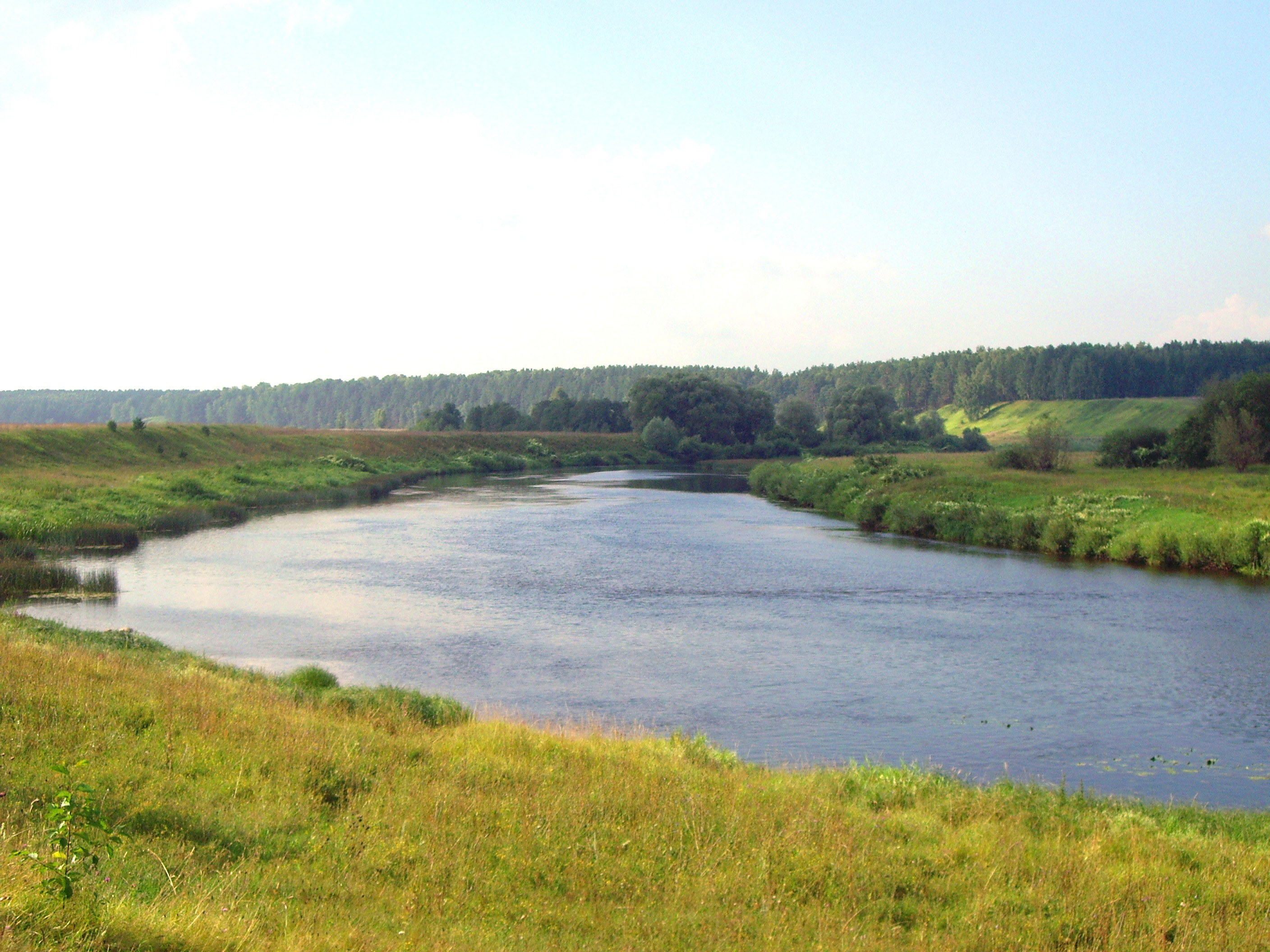
Uma foto do rio.

O Ugrá (em russo:  Угра́) é um rio nos oblasts de Smolensk e Kaluga na Rússia.
O Ugrá flui para o leste e une-se ao rio Oka, em Kaluga, e o rio unido continua a leste até o rio Volga. No século 16, o Ugrá-Oka ficava no extremo oeste de uma linha de fortes protegendo Moscou de invasões tártaras, e o rio foi palco de grandes confrontos, incluindo a camada  "Grande Batalha no Rio Ugrá". Seu comprimento é de 399 quilômetros, e sua bacia 15700 metros quadrados. Está permanece congelado do final de novembro até o final de março. Cerca de 60% de seu fluxo anual é de neve derretida, principalmente em abril.
Uma parte do vale do Ugrá localizado no Oblast de Kaluga e pertence ao Parque Nacional do Ugrá.